# Phylloscopus trochiloides
El mosquitero verdoso (Phylloscopus trochiloides) es una especie de ave paseriforme de la familia Phylloscopidae que vive en Eurasia.

## Descripción

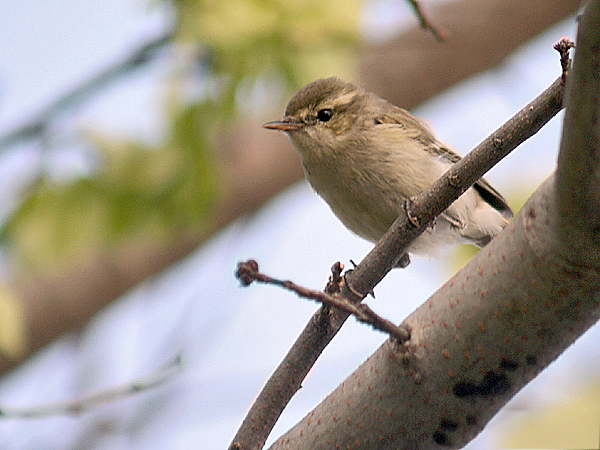
En Bhopal, India.

Tiene la forma típica de los mosquiteros, con el plumaje de las partes superiores verde grisáceo y las inferiores blanquecinas. Presenta una larga lista superciliar blanquecina, y una única o dos franja también blanquecinas en las alas según las subespecies. La única lista de las alas que presentan las poblaciones meridionales y occidentales les diferencia de la mayoría de especies similares, excepto el mosquitero boreal (P. borealis). El mosquitero verdoso es ligeramente mayor que esta especie y tiene el pico más fino, y no tiene la punta de la mandíbula inferior oscura.

## Distribución y hábitat
Es un ave migratoria que cría Europa central y nororiental y el Asia templada, además de zonas montañosas como el Caucaso y Himalaya, y se desplaza al subcontinente indio y el sudeste asiático para pasar el invierno. En Europa occidental es un divagante poco frecuente.
Cría en los bosques caducifolios y mixtos, los individuos no reproductivos de las partes más cálidas de su área de distribución se trasladan a las montañas en verano. Por ejemplo se observan aves del sureste del Himalaya en Bután durante los meses cálidos, generalmente en los bosques húmedos de abetos de Bután (Abies densa) hasta los 3.800 m s. n. m. o más, pero no crían allí y vuelven a las regiones subtropicales adyacentes en invierno. Anida en matorrales bajos. Se alimenta principalmente de insectos.

### Taxonomía y evolución

Radiación alrededor de los Himalayas.
Amarillo: P. t. trochiloides
Naranja: P. t. obscuratus
Rojo: P. t. plumbeitarsus
Verde: P. t. "ludlowi"
Azul: P. t. viridanus
No se muestra a P. t. nitidus del Caucaso.

Fue descrita científicamente por Sundevall en 1837. Como el resto de mosquiteros estuvo clasificado en la familia Sylviidae, pero actualmente se sitúa en la familia Phylloscopidae.
Existen varias subespecies que presentan variación clinal en anillo. Las poblaciones divergen desde el sur en dirección este y oeste alrededor de la Meseta tibetana, por lo que sus relaciones han resultado bastante confusas:
- Grupo oriental
  - Phylloscopus trochiloides trochiloides: de un verde más oscuro, a menudo con trazas de una segunda lista en las alas. Presente desde el sur del Himalaya hasta Nepal y el oeste de China.
  - Phylloscopus trochiloides obscuratus: de aspecto intermedio entre trochiloides y plumbeitarsus. Ocupa Gansu y regiones chinas circundantes.
  - Phylloscopus trochiloides plumbeitarsus: tiene la lista superciliar más amarilla, las partes superiores de un verde más intenso y dos listas en las alas bien marcadas. Cría en la taiga del este de Siberia.
- Grupo occidental
  - Phylloscopus trochiloides viridanus: de un verde de tonos más apagados, listas supeciliares, garganta y pecho amarillentas, y la lista de la de las alas apenas visible. Cría desde Siberia occidental hasta Europa central, por el sur hasta el Noroeste de la India.

El origen de la especie probablemente se encuentra en la región del Himalaya, donde se encuentra la subespecie trochiloides. La forma P. nitidus, considerada por muchos una especie aparte, surgió del aislamiento en las montañas a partir de ancestros viridianus.